# Luis Barrena
Luis Barrena y Alonso de Ojeda (Sigüenza, Guadalajara, 1895-Muros, La Coruña, 1936) fue un político español.
Era de profesión abogado, habiendo adquirido cierta celebridad por asumir varios casos de considerable repercusión social nacional en los años 20 y 30. Estuvo casado con Carmen Doval y fue padre de cinco hijas y un hijo. 
Fue miembro del partido Unión Republicana y diputado en febrero de 1936 en representación del Frente Popular en Melilla. Obtuvo 12.761 votos (72,5% de los votos válidos y 45,6% del censo electoral), mientras que su rival Carlos Echeguren obtuvo 4.830.
En los momentos iniciales de la guerra civil española acude a Muros (La Coruña), lugar con el que tenía vínculos por la familia de su mujer. Fue sacado de su casa por un grupo de falangistas en la noche del 21 de agosto de 1936. A la mañana siguiente encontraron su cadáver con dos tiros en la cabeza. En el lugar del hallazgo se encuentra hoy un monolito a su memoria.